# 應顥
應顥（1420年—？），字文明，浙江嚴州府淳安縣人，民籍。明朝政治人物。進士出身。

## 生平
正統六年（1441年）辛酉科浙江鄉試第二十一名。正統十年（1445年）乙丑科會試第九十三名，殿試登進士第二甲第四十四名。正統十年進士，以監察御史巡視福建，平銀場賊林開三等。累陞湖廣副使，官至福建左布政。

## 家族
曾祖應季文。祖父應□同。父亲應珤。